# Campeonato Mundial de Tiro con Arco al Aire Libre de 2001
El XLI Campeonato Mundial de Tiro con Arco al Aire Libre se celebró en Pekín (China) entre el 16 y el 23 de septiembre de 2001 bajo la organización de la Federación Internacional de Tiro con Arco (FITA) y la Federación China de Tiro con Arco.

## Medallistas

### Masculino
| Evento                    | Oro                                                     | Plata                                                       | Bronce                                                      |
| ------------------------- | ------------------------------------------------------- | ----------------------------------------------------------- | ----------------------------------------------------------- |
| Arco recurvo individual   | Yeon Jung-Ki Corea del Sur                              | Lionel Torres Francia                                       | Park Kyung-Mo Corea del Sur                                 |
| Arco recurvo por equipo   | Yeon Jung-Ki Lee Chang-Hwan Park Kyung-Mo Corea del Sur | Michele Frangilli · Ilario Di Buò · Matteo Bisiani · Italia | Chen Hongyuan Sun Jian Yang Bo China                        |
| Arco compuesto individual | Dejan Sitar Eslovenia                                   | Morgan Lundin · Suecia                                      | Morten Bøe · Noruega                                        |
| Arco compuesto por equipo | Morten Bøe · Sigmund Johansen · Kolbjørn Flaa · Noruega | Robert Hesse · Stefan Griem · Rainer Voss · Alemania        | Christopher White Michael Peart Jonathan Mynott Reino Unido |

### Femenino
| Evento                    | Oro                                                 | Plata                                                               | Bronce                                                       |
| ------------------------- | --------------------------------------------------- | ------------------------------------------------------------------- | ------------------------------------------------------------ |
| Arco recurvo individual   | Park Sung-Hyun Corea del Sur                        | Kim Kyung-Wook Corea del Sur                                        | Kateryna Paleja · Ucrania                                    |
| Arco recurvo por equipo   | Zhang Juanjuan He Ying Yang Jianping China          | Natalia Valeeva · Irene Franchini · Roberta Allodi · Italia         | Choi Nam-Ok Park Sung-Hyun Kim Kyung-Wook Corea del Sur      |
| Arco compuesto individual | Ulrika Sjöwall · Suecia                             | Bettina Thiele · Alemania                                           | Sirkka Sokka-Matikainen · Finlandia                          |
| Arco compuesto por equipo | Maggy Masson Catherine Pellen Valérie Fabre Francia | Stefania Montagnoni · Assunta Atorino · Francesca Peracino · Italia | Irma Luyting · Marjon Pigney · Olga Zandvliet · Países Bajos |

## Medallero
| Núm. | País          | Oro | Plata | Bronce | Total |
| ---- | ------------- | --- | ----- | ------ | ----- |
| 1    | Corea del Sur | 3   | 1     | 2      | 6     |
| 2    | Francia       | 1   | 1     | 0      | 2     |
| 2    | Suecia        | 1   | 1     | 0      | 2     |
| 4    | China         | 1   | 0     | 1      | 2     |
| 4    | Noruega       | 1   | 0     | 1      | 2     |
| 6    | Eslovenia     | 1   | 0     | 0      | 1     |
| 7    | Italia        | 0   | 3     | 0      | 3     |
| 8    | Alemania      | 0   | 2     | 0      | 2     |
| 9    | Finlandia     | 0   | 0     | 1      | 1     |
| 9    | Países Bajos  | 0   | 0     | 1      | 1     |
| 9    | Reino Unido   | 0   | 0     | 1      | 1     |
| 9    | Ucrania       | 0   | 0     | 1      | 1     |
|      | TOTAL         | 8   | 8     | 8      | 24    |